# Gaedeodes collenettei
Gaedeodes collenettei là một loài bướm đêm trong họ Noctuidae.